# Calliano (Trentino)
Calliano (deutsch veraltet Roßbach) ist eine italienische Gemeinde (comune) mit 2067 Einwohnern (Stand 31. Dezember 2024) in der Provinz Trient im Vallagarina. Als strategisch wichtiger Punkt des Etschtals war es Schauplatz blutiger Schlachten.

## Geschichte
Am 10. August 1487 fand während des venezianisch-tirolerischen Krieges die Schlacht bei Calliano statt, bei der der venezianische Condottiere Roberto Sanseverino d’Aragona in der Etsch ertrank.
Weitere Gefechte um Calliano fanden im Zuge des Ersten Koalitionskrieges zwischen September und November 1796 statt.
Während des Ersten Weltkrieges war Calliano wichtiger Umschlagsplatz für die Versorgung der österreichisch-ungarischen Frontlinie auf der Hochebene von Folgaria und Lavarone sowie auf dem Pasubio. Von Calliano aus wurde Nachschub und Munition von der Brennerbahn auf mehrere Seilbahnen umgeladen. Im Jahr 1917 benannte hier Kaiser Karl I. bei einem Frontbesuch die Tiroler Landesschützen in Kaiserschützen um.
Im Zweiten Weltkrieg wurde eine bei Calliano liegende Eisenbahnbrücke vom November 1944 bis zum April 1945 mehrmals zum Ziel alliierter Bomberangriffe. Dabei wurde der Ort schwer in Mitleidenschaft gezogen.

## Persönlichkeiten
- Luigi Puecher Passavalli (1821–1897), Trientiner Kapuziner und Erzbischof

## Gemeindepartnerschaften
- Calliano Monferrato,  (Piemont)
- Callian,  (Département Var)